# گورستان د ورزقان
گورستان د ورزقان مربوط به هزاره اول قبل از میلاد است و در ۱ کیلومتری شرق ورزقان واقع شده و این اثر در تاریخ ۱۲ شهریور ۱۳۸۶ با شمارهٔ ثبت ۱۹۳۵۹ به‌عنوان یکی از آثار ملی ایران به ثبت رسیده است.